# Bernhard Seifert
Bernhard Seifert (ur. 15 lutego 1993) – niemiecki lekkoatleta specjalizujący się w rzucie oszczepem.
W 2011 był szósty podczas mistrzostw Europy juniorów, a rok później uplasował się tuż za podium, na czwartym miejscu, mistrzostw świata juniorów. Wicemistrz Europy młodzieżowców z Tampere (2013) i brązowy medalista z Tallinna (2015). 
Medalista mistrzostw Niemiec w kategoriach juniora, młodzieżowca i seniora.
Rekord życiowy: 89,06 (26 maja 2019, Offenburg).

## Osiągnięcia
| Rok  | Impreza                        | Miejsce | Pozycja           | Wynik |
| ---- | ------------------------------ | ------- | ----------------- | ----- |
| 2011 | Mistrzostwa Europy juniorów    | Tallinn | 6. miejsce        | 75,45 |
| 2012 | Mistrzostwa świata juniorów    | Moncton | 4. miejsce        | 75,84 |
| 2013 | Młodzieżowe mistrzostwa Europy | Tampere | 2. miejsce        | 82,42 |
| 2013 | Mistrzostwa świata             | Moskwa  | el. – 13. miejsce | 80,02 |
| 2015 | Młodzieżowe mistrzostwa Europy | Tallinn | 3. miejsce        | 80,57 |
| 2018 | Puchar Europy w rzutach        | Leiria  | 2. miejsce        | 80,62 |
| 2021 | Igrzyska olimpijskie           | Tokio   | el. – 31. miejsce | 68,30 |